# Alucinación musical
Las alucinaciones musicales (también conocidas como alucinaciones auditivas, síndrome auditivo de Charles Bonnet o síndrome de Oliver Sacks) son un padecimiento neurológico en el cual el paciente sufre alucinaciones auditivas, las cuales normalmente se presentan en la forma de canciones, instrumentos musicales o melodías. La fuente de dichas alucinaciones son derivadas de una psicósis o un impedimento auditivo subyacentes. Estas alucinaciones son raras y suelen ser secundarias a un declive en las capacidades cognitivas tal como se ve en pacientes que sufren de demencia (es poco común que este padecimiento se presente por sí solo).
El tratamiento consiste mayormente en tratar el padecimiento subyacente: la mayoría de los episodios de alucinaciones musicales están asociados a diagnósticos de demencia tal como ya se mencionó anteriormente, y el tratamiento con agentes antidemencia (sobre todo inhibidores de la colinesterasa como el Donepezilo) suele eliminar las alucinaciones. Adicionalmente, se ha sugerido el uso de antipsicóticos; si se sospecha que el episodio fue causado por corticosteroides, entonces utilizar un esteroide distinto puede remediar los síntomas.

## Descripción
En un grupo de 73 pacientes que padecían de alucinaciones musicales que fueron tratados por Evers y Ellger, 57 pacientes describieron sus alucinaciones como melodías que les eran ya conocidas y 5 dijeron escuchar melodías que jamás habían escuchado antes. Las melodías conocidas consistían en piezas religiosas y canciones favoritas de su niñez, también había canciones populares escuchadas en la radio. La mayor parte de los pacientes también identificaron en sus alucinaciones piezas vocales e instrumentales de música clásica.
Las alucinaciones no suelen ser desagradables o perturbadoras para los pacientes y algunos hasta las describen como placenteras: en el caso de una viuda de 84 años de edad, la paciente dijo disfrutar sus alucinaciones musicales pero buscó tratamiento médico porque a veces le resultaban distrayentes; las melodías que escuchaba consistían en himnos religiosos que escuchó durante su boda. La paciente no padecía de otros desórdenes psiquiátricos pero sí presentaba hipertensión, hipertiroidismo y osteoporosis; los médicos tratantes determinaron que estos padecimientos no estaban directamente relacionados con sus alucinaciones pero que el estrés derivado de los mismos contribuía a empeorar sus síntomas.
Otro caso era el de una mujer de 74 años de edad que describía sus síntomas como versos breves de canciones patrióticas e infantiles; estos síntomas ocurrían principalmente cuando la paciente se encontraba a solas y eran mucho más frecuentes cuando se encontraba manejando su automóvil. Además de las alucinaciones, la paciente presentaba hipertensión, hiperlipidemia, sordera parcial y fibrilaciones atriales; se especulo que su pérdida auditiva fue el factor causante principal de sus alucinaciones.
Otro caso descrito en la literatura consistía en una mujer de 29 años de edad (peculiar debido a su edad) que reporto alucinaciones musicales durante una semana antes de buscar atención médica. Antes de su episodio la paciente había tenido cirugía para tratar episodios de hemorragias intraventriculares e intracraniales y sus alucinaciones eran seguidas de dolores de cabeza. No se encontraron daños neurológicos y sus alucinaciones se resolvieron tras haber sido tratada con quetiapina.

## Causas
Las alucinaciones musicales pueden ocurrir en pacientes sin padecimientos comórbidos y su causa directa es desconocida.
Cinco etiologías principales han sido identificadas en la mayoría de los casos: 
- Hipoacusia
- desórdenes psiquiátricos
- Lesiones cerebrales focales
- Epilepsia
- Intoxicación por sustancias

### Hipoacusia
Hipoacusia es definida como la pérdida, total o parcial, de la capacidad de audición o sordera. Es la etiología más común para todos los casos de alucinaciones musicales. Se ha sugerido que lesiones en el puente troncoencefálico pueden alterar el sistema de interpretación de sonidos del cerebro causando tanto hipoacusia como alucinaciones musicales.

### Desórdenes psiquiátricos
Entre los desórdenes psiquiátricos más comúnmente asociados con las alucinaciones musicales se encuentran sobre todo la depresión clínica y esquizofrenia; aunque una cantidad menor de casos también se ha asociado al trastorno obsesivo-compulsivo. En un caso reportado en la literatura médica, un paciente comenzó a sufrir alucinaciones musicales tras haber sido tratado con terapia electroconvulsiva que se le administro para tratar su depresión.
Adicionalmente, se ha mostrado que ciertos padecimientos elevan las probabilidades de sufrir alucinaciones musicales, como el trastorno bipolar, desórdenes de personalidad y abuso de sustancias (sobre todo estimulantes como la cocaína).

### Lesiones cerebrales
Ciertos tipos de lesiones cerebrales han sido identificadas como causantes de episodios de alucinaciones musicales, sobre todo lesiones a la corteza temporal; la ubicación y lateralidad específicas parecen ser variables (es decir, la lesión puede haberse dado en cualquier hemisferio o parte del lobúlo). Lesiones en el área dorsal del puente troncoencefálico causadas por derrames o encefalitis también están asociadas a episodios de alucinaciones musicales, presumiblemente al dañar las conexiones entre la corteza sensorial y la formación reticular.
Sin embargo, lesiones no específicas y en cualquier región cerebral pueden causar alucinaciones musicales.

### Epilepsia
Actividad epiléptica cerebral originada en el lóbulo temporal izquierdo o derecho se han asociado a episodios de alucinaciones musicales. Uno de los primeros casos identificados con alucinaciones musicales asociados a epilepsia incluyen a un paciente tratado en 2008 con una lobectomía temporal izquierda para tratar su epilepsia refractaria; el paciente también padecía de enfermedades psiquiátricas adicionales y tinnitus.

### Intoxicación
Intoxicación por drogas también ha sido ocasionalmente asociada a casos de alucinaciones musicales; las clases de sustancias asociadas son de lo más variadas e incluyen salicilatos, benzodiacepinas, pentoxifilina, propranolol, clomipramina, anfetamina, quinina, imipramina, fenotiazinas, carbamazepina, marihuana, paracetamol, fenitoína, procaína, alcohol, anestésicos generales, amantadina.

### Factores de riesgo adicionales
Factores de riesgo adicionales que aumentan la predisposición a las alucinaciones musicales incluyen edad avanzada, aislamiento social y sexo (parece ser especialmente prevalente en mujeres).

## Imágenes médicas
Tomografías por emisión de positrones y resonancias magnéticas funcionales han determinado que los episodios de alucinaciones musicales están asociados a una actividad cerebral incrementada en las regiones auditorias, corteza motora, corteza visual, ganglio basal, tallo, puente troncoencefálico, tegumento, cerebelo, hipocampo, amígdala y nervios auditivos.

## Tratamiento
No existen tratamientos específicos para las alucinaciones musicales; el tratamiento consiste principalmente en tratar el padecimiento subyacente que se sospecha pudo haber desencadenado las alucinaciones. Los grupos de medicamentos más comúnmente utilizados son antipsicóticos, antidepresivos y anticonvulsivos. El uso de aparatos para mejorar la audición también ha sido encontrado útil para disfrazar las alucinaciones; de manera correspondiente, los pacientes con alucinaciones musicales generalmente reportan un empeoramiento en la intensidad de síntomas en situaciones de poco ruido.

## Historia
Las primeras instancias de alucinaciones musicales conocidas fueron reportadas desde 1846 por el psiquiatra francés Jules Baillarger y la primera descripción científica detallada se realizó en 1900.
Los primeros reportes de casos y clasificaciones detalladas fueron realizadas a partir de la década de 1990.